# Boguszyce (Rawa)
Pour les articles homonymes, voir Boguszyce.
Boguszyce est une localité polonaise de la gmina et du powiat de Rawa Mazowiecka en voïvodie de Łódź.